# Одесский ипподром
Одесский ипподро́м (укр. Одеський державний сільськогосподарський іподром) — место проведения скачек, бегов и полетов аэронавтов в Одессе. Единственный государственный ипподром на Украине.

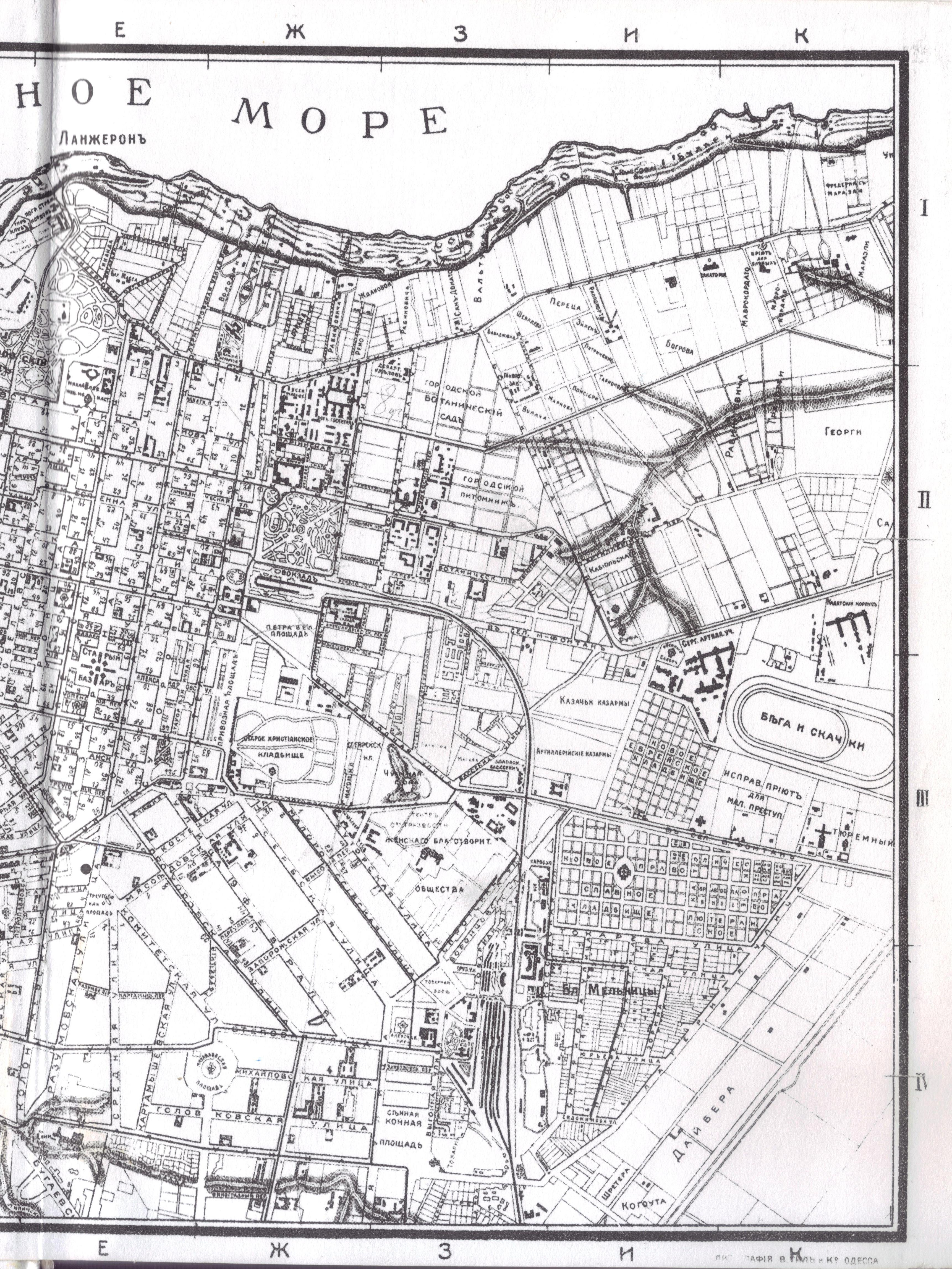
Ипподром («Бега и скачки») на плане Одессы. 1919

## История
В 1889—1890 Новороссийское Общество поощрения коннозаводства построило и открыло в Одессе ипподром на четвертой станции Большого Фонтана.
Центральным сооружением новооткрытого был «павильон скачек» — специально построенное здание оригинальной конструкции с площадкой для оркестра, открытыми ложами и трибунами для зрителей.
Высокий шпиль, легкие навесы, тонкие колонны, тенты и арки придавали павильону «воздушность», которая вполне соответствовала стремительности регулярно устраиваемых бегов и скачек.
- Но знаменит ипподром в 1900-х и 1910-х годах был в первую очередь велогонками и полетами аэронавтов на воздушных шарах (аэростатах) и самолетах, которые назывались тогда аэропланами.

8 марта 1910 года осталось в истории русской авиации: в этот день с одесского ипподрома поднялся в небо одессит Михаил Ефимов на аэроплане «Фарман-4», снабжённом мотором «Гном» мощностью в 50 л. с.. Это был первый показательный в России полет русского летчика, который только месяц с небольшим назад получил во Франции диплом пилота-авиатора.
- «К пяти часам дня ипподром представлял собой живописное зрелище. Центральные трибуны и ложи заняли люди побогаче, до отказа забиты дешёвые места. Внизу, вокруг беговой дорожки, разместились ученики технических училищ, кадеты и юнкера… Всё пространство за оградой, где только можно стоять, заполнили безбилетные зрители» — писали об этом дне Е. Королёва и В. Рудник в книге «Соперники орлов».

На беговом поле вчера произошло нечто такое, о чем присутствующие на нем когда-нибудь будут рассказывать своим внукам. Они расскажут им, что своими собственными глазами видели то, что еще недавно считали сказкой из «1001 ночи», «жюльверниадой», фантазией весьма немногих мечтателей-чудаков…— на следующий день после полета писали «Одесские новости»
После полёта Ефимова, созданный в 1908 одесский аэроклуб, решил установить в его честь почётную мраморную доску с надписью: «Одесса. 8 марта 1910 года. Пилот-авиатор Михаил Никифорович Ефимов, первый русский, совершил официальный полет на аэроплане в России».
Павильон скачек сгорел в 1918 году и тогда же была утрачена доска, посвященная этому полету. Но в 1972 на ипподроме установили новую мемориальную доску.
Через месяц после полета М. Ефимова с ипподрома стартовал аэроплан, пилотируемый легендарным велогонщиком и воздухоплавателем Сергеем Уточкиным. «31 марта в Одессе на беговом ипподроме состоялся экзаменационный полет Уточкина на звание пилота-авиатора»- сообщил выходивший в России специальный журнал «Библиотека воздухоплавания». По предложению комиссии, Уточкин выполнил тогда так называемую «Восьмёрку», крутые развороты и другие «условия подъема, полета и спуска», а на следующий день получил грамоту на звание пилота-авиатора, первую, выданную одесским аэроклубом.

## Полёт Куприна
В ноябре того же года на аэроплане впервые поднялся русский литератор А. И. Куприн, годом раньше совершивший полёт на воздушном шаре с Сергеем Уточкиным.
Куприн полетел пассажиром со своим другом-борцом, ставшим авиатором, Иваном Заикиным. Среди зрителей на ипподроме 12 ноября 1910 года был тринадцатилетний Валентин Катаев, на всю жизнь запомнивший мгновения, когда «аэроплан побежит вперед, оторвется от земли и достигнет рекордной высоты в триста метров, навеки прославив покорителей воздушной стихии и силы земного притяжения, великого борца среднего веса Ивана Заикина и знаменитого писателя Куприна».
Этот полет мог обернуться трагедией и для русской авиации, и для борьбы, и для литературы: аэроплан потерпел аварию, но благодаря мастерству и выдержке Заикина пилот и пассажир совершенно не пострадали, но аппарат был разрушен полностью.
Заикин, может быть, одним из первых совершил тогда то, о чем сегодня в подобных случаях пишут как о примере величайшего мужества и благородства. Предвидя падение, он в ставшей критической ситуации начал уводить аппарат от переполненного зрителями поля ипподрома в сторону ближайшего кладбища и упал, не причинив никому вреда.
Но машина была погублена. Это вызвало нарекания её владельцев, одесских богачей Пташниковых, которые обвинили в аварии пилота.
Обстоятельства этого полета Куприн изложил спустя два месяца

Было очень холодно, и дул норд-вест. Для облегчения веса мне пришлось снять пальто и заменить его газетной бумагой, вроде манишки…Я чувствую, как аппарат, точно живой, поднимается на несколько метров над землёй и опять падает на землю и катится по ней и опять поднимается. Встречный воздух подымает нас, точно систему игрушечного змея. Мне кажется, что мы не двигаемся, а под нами бегут назад трибуны, каменные стены, зеленеющие поля, деревья, фабричные трубы" — это начало полета.
Куприн в тот же день написал оправдательное письмо в редакцию, появившееся в завтрашнем номере «Одесских новостей»: "Милостивый государь господин редактор! Несомненно, что виною падения И. М. Заикина вместе с аэропланом и мною был только я, нижеподписавшийся. Год тому назад во время одного из осенних полетов, когда Заикину впервые пришла мысль летать, он тут же на ипподроме дал мне обещание поднять меня одним из первых. Сегодня, несмотря на мой -правда, слабый- протест, он сдержал своё обещание. Вряд ли он поверил моим словам, что во мне весу около 6 пудов, если не с лишним. Но 13 с половиною пудов, при довольно сильном ветре вверху, оказались для аппарата чрезмерным грузом.. Искренне благодарю И. М. Заикина за многое: за спасение нескольких человеческих жизней (падение во всяком случае было неизбежно), за его находчивость, хладнокровие, смелость, наконец и за мое собственное существование, которым я всецело обязан ему… Я же утверждаю, что Заикин сделал все возможное сначала для того, чтобы не задеть людей, а затем, чтобы спасти аппарат. Прошу, милостивый государь господин редактор, поместить это письмо. Его цель — благодарность И. М. Заикину и ограждение имени этого чудесного авиатора от сплетен. А. Куприн.— очерк «Мой полет», петербургский «Синий журнал»
Заступничество известного писателя мало чем помогло Заикину. Полет оказался для него роковым, и он вынужден был вернуться к цирковой борьбе. Но на всю жизнь сохранил он признательность, дружбу и переписку с Куприным.

## Великая Отечественная война
Осенью 1941 года небо над ипподромом наполнилось мощным гулом боевых самолетов «И-16» и «Ил-12» ВВС РККА. Неподалёку соорудили полевой аэродром 69-го истребительного авиационного полка майора Л. Шестакова, защищавшего небо осажденной Одессы.
Памятник «шестаковцам», как их называли в городе, сейчас установлен рядом со старым, вступившим во второе столетие одесским ипподромом.

## Современность
Существуют проекты застройки территории ипподрома жилыми высотными зданиями с современной инфраструктурой. Существует вероятность строительства современного футбольного стадиона на территории Одесского ипподрома. В 2001 году Одесский ипподром переименован в Одесский государственный сельскохозяйственный ипподром. В марте 2010 года ипподром горел.

## Высказывания об ипподроме
- Показался деревянный павильон ипподрома. Пыль над ипподромом стояла желтым пламенем. Весь его огромный вал был окантован ленточкой зрителей…В павильоне заиграл оркестр. Из-под аэроплана отделился клуб дыма, и аппарат побежал вдоль лужайки. Его увидели в потрясающем положении: на фоне небесного свода. Он взлетал все выше, описывая спираль. Теперь он обнаружил свои птичьи формы.описывал впечатления от одного из первых полетов на ипподроме Сергей Бондарин, «Повесть для моего сына»
- Я увидел зеленое поле, мураву первых полетов, освещенную молодым солнцем века, пустое, прекрасное поле, и толпу людей, бегущих среди ромашек навстречу большой тени, которая скользит им под ноги.Юрий Олеша